# Дженкинс, Максвелл
Максвелл Дженкинс (англ. Maxwell Jenkins; род. 3 мая 2005, США) — американский актёр, известный по ролям в фильме «Охотник с Уолл-стрит» и сериалах «Затерянные в космосе» и «Восьмое чувство».

## Ранние годы
Максвелл Дженкинс родился в семье Джеффа Дженкинса, бывшего клоуна Ринглинга, и актрисы Джули Гринберг. Они являются соучредителями и директорами базирующегося в Чикаго цирка Midnight Circus, доходы от которого помогают финансировать улучшения чикагских парков, в которых находится цирк. Дженкинс начал выступать в цирке в возрасте трех лет и может исполнять такие номера, как балансборд, акробатические трюки, ходьбу по канату, жонглирование и игру на мандолине.

## Фильмография
| Год       |   | Русское название                             | Оригинальное название              | Роль            |
| --------- | - | -------------------------------------------- | ---------------------------------- | --------------- |
| 2013—2014 | с | Измена                                       | Betrayal                           | Оливер          |
| 2015      | ф | Потребляемые                                 | Consumed                           | Томми           |
| 2015      | с | Морская полиция: Новый Орлеан                | NCIS: New Orleans                  | Райан Григгс    |
| 2015      | с | Восьмое чувство                              | Sense8                             | Уилл в детстве  |
| 2016      | с | Пожарные Чикаго                              | Chicago Fire                       | Джей Джей       |
| 2016      | ф | Поп-звезда: Не переставай, не останавливайся | Popstar: Never Stop Never Stopping | Оуэн в 10 лет   |
| 2016      | ф | Охотник с Уолл-стрит                         | A Family Man                       | Райан Дженсен   |
| 2018—2021 | с | Затерянные в космосе                         | Lost in Space                      | Уилл Робинсон   |
| 2020      | ф | Хороший Джо Белл                             | Good Joe Bell                      | Джозеф Белл     |
| 2022      | с | Ричер                                        | Reacher                            | юный Джек Ричер |
| 2023      | с | Милый Эдвард                                 | Dear Edward                        | Джордан Адлер   |
| 2024      | ф | Судная ночь в Аркадии                        | Arcadian                           | Томас           |

## Награды и номинации
| Год  | Премия        | Категория                                                    | Работа                    | Результат | Примечания |
| ---- | ------------- | ------------------------------------------------------------ | ------------------------- | --------- | ---------- |
| 2019 | Сатурн        | Лучший актёр второго плана стримингового телевидения         | Затерянные в космосе      | Номинация | [ 8 ]      |
| 2021 | Сатурн        | Лучшая роль молодого актёра или актрисы в телесериале        | Затерянные в космосе      | Номинация | [ 9 ]      |
| 2019 | Молодой актёр | Лучшая роль в стриминговом сериале или фильме: Молодой актёр | Затерянные в космосе      | Номинация | [ 10 ]     |
| 2020 | Молодой актёр | Премия за лидерство в сообществе                             | Особая награда за заслуги | Победа    | [ 11 ]     |